# Гегам
Гегам Гайказуні (вірм. Գեղամ Հայկազունի) — 5-й легендарний цар Вірменії, який правив у 1909–1859 роках до н. е. Представник династії Гайкідів.